# قانون حقوق مدنی تام بین
قانون حقوق مدنی تام بین (انگلیسی: Tom Bane Civil Rights Act) یا قانون بین (California Civil Code § ۵۲٫۱) یک قانون مدنی در ایالت کالیفرنیا است که مداخله در حقوق قانون اساسی افراد از طریق زور یا تهدید به خشونت را ممنوع می‌کند.

دادخواست بر اساس قانون بین، یک شکایت مدنی علیه کسی است که با استفاده از هر گونه اقدام یا اقدامات اجبارآمیز، خشونت، تهدید به خشونت یا ارعاب، تلاش کرده یا موفق شده در حقوق مدنی و سیاسی فردی (مطابق قوانین ایالتی و فدرال ایالات متحده) مداخله کند؛ از جمله در مورد قربانیان جرائم ناشی از نفرت.
حقوقی که تحت این قانون محافظت می‌شوند شامل حق رأی، سخن گفتن و اظهار عقیده، حمل سلاح و غیره هستند. یکی از نمونه‌های این‌گونه شکایات، پس از مرگ بازیگر ونسا مارکز مطرح شد که وکلای مادرش علیه شهر ساوت پاسادنا، به دلیل نقض «قانون بین» دادخواستی تنظیم کردند.

## تاریخچه
قانون بین در اصل در سال ۱۹۸۷ تصویب شد «تا به موجی از جرائم ناشی از نفرت پایان دهد.» (ونگاس در برابر شهرستان لس آنجلس (۲۰۰۴) ۳۲ کالیفرنیا چهارم ۸۲۰, ۸۴۵ [نظر موافق قاضی بکستر])
این قانون مدنی توسط نماینده مجلس ایالتی کالیفرنیا، تام بین تهیه شد و در سال ۱۹۸۸ به قانونی رسمی تبدیل شد که مجازات‌های سنگینی برای جرائم ناشی از نفرتدر ایالت کالیفرنیا تعیین می‌کرد.